# At17
at17，香港創作女子音樂組合，成員為盧凱彤（Ellen）及林二汶（Eman）。
二人各自組隊參加「原音2000」歌唱比賽，私底下認識了並經常一起表演。後來林二汶的聲音獲著名歌手黃耀明賞識，並帶同好友盧凱彤一同前往試音，於2002年1月1日正式簽約獨立音樂廠牌「人山人海」，組成at17。at17首支單曲《始終一天》旋即成為當時商業電台903專業推介冠軍歌曲。與 Twins（另一隊同期二人女子組合）以清純可愛形象示人不同，她們的音樂風格主要為電子民謠，主要樂迷為年輕人。at17起初被歸類為獨立音樂，後漸獲得廣大樂迷認同，更於2005年的叱吒樂壇流行榜頒獎典禮中被票選成為叱吒樂壇我最喜愛的組合。
2018年8月5日，盧凱彤被發現於跑馬地其寓所墮樓身亡，終年32歲。隨著盧凱彤的離去，at17亦隨之解散，其最後的錄音作品為〈18〉。

## 組合名稱的由來
at17取名自美國創作歌手珍妮斯·艾恩（Janis Ian）的成名作《At Seventeen》。另一個原因是at17出道時，盧凱彤和林二汶分別是15歲和19歲，平均年齡剛好是17歲，所以由倡導者黃耀明決定以at17作為隊名。而中文名稱為雁石分天，此名來自加州紅903十一團火演唱會——雁石分天是at17英語譯音。

## 簡歷
at17剛組成時，兩人經常到香港各個商場及學校演出，除了推廣自己的音樂和現場演唱之外，還鼓勵年青人應多發揮自己才華。她們的市場對象以青少年為主，是香港當時小數不靠包裝廣告宣傳而備受注目的歌手。出道至今，到過中國內地、日本東京、英國倫敦、台灣、加拿大多倫多、荷蘭阿姆斯特丹等地作音樂交流及表演，亦積極與不同歌手合作。
2001年12月7日，參與《黃耀明沿途監督獨樂樂人山人海音樂會》，為二人首次以「at17」名義演出，並演唱了at17的第一首歌——《始終一天》。
2002年3月，參與《謝霆鋒獨樂樂音樂會》。同年兩人經常到香港各大學演唱。12月27日，參與《Double C Music Group + 人山人海獨樂樂音樂會》。
2003年7月12日，與陳奕迅合作演出 now.com.hk良音發現第四現場《小妹妹愛上大哥哥音樂會》。9月至12月，擔當香港電台節目“Teen空海闊”唱片騎師，向聽眾介紹不同種類的音樂。10月31日至11月2日，參與《黃耀明滿天神佛攞命舞會》。
2004年5月初，隨「抱抱良音」到日本拍攝音樂紀錄片。6月17日，與楊千嬅、女子十二樂坊合作演出《抱抱良音音樂會》 10月15日及10月16日，參與香港小交響樂團及其首席指揮葉詠詩的《四季音樂會》，演出其中一章節《冬》。8月，隨「抱抱良音」的《英倫抱抱之旅》到英國倫敦的Real World Studios錄製歌曲《抱抱歌》9月10日，參與《拉闊人山人海包圍達明一派音樂會》。12月12日，參與《達明一派為人民服務》演唱會。
2005年5月18日，參與《愛巨星紅白鬥》音樂會6月14日，參與《at17 X Twins拉闊音樂會》。7月29日，首次到台灣演出，參與“已酉年野台開唱Formosa  Festival”。8月18日及8月19日，首次參演音樂劇——陳奕迅主演的《人神鬥》，飾演兩位金錢愛神。9月23日及10月1日在加拿大舉行《Chet Lam x at17 Concert in Canada》，10月8日，與PixelToy參加在阿姆斯特丹舉行的中國藝術節。
2006年4月15日，主持TVB《勁歌金曲優秀選第一回》（為二人首次擔任現場電視節目的主持），以“棟篤唱”的型式介紹得獎歌曲／歌手。接著於逢星期三晚的“勁歌金曲”當主持，有時更與嘉賓crossover，使更多家庭觀眾認識了at17，at17主持此節目至2007年3月。2006年初，和林一峰被香港語文教育及研究常務委員會委任成為英語節2006大使 。除了參與英語節的活動外，還拍攝了30集的短片“英語日日新”，由TVB於4月至5月期間播出，教授觀眾常用的英語辭句。7月14日，參與《梁漢文 X at17拉闊演奏廳》。
2007年1月26日，參演容祖兒主演的“向祖兒狂呼Safari音樂劇”，飾演兩隻斑馬。8月12日，參與《新城唱好演唱會 許志安舊生會》。8月21日，參與「人山人海擁抱綠色和平」音樂會。9月16日，舉行《3M"吸"你青春新靈感音樂會》。10月4日；參與台灣誠品主辦《rooftop live　屋頂音樂節》。10月28日，參與在加拿大蒙特利尔舉行的《Famous 2007》。11月10日，參與《903id club音樂游擊at17 x Eric Kwok》。
2008年2月15日，參與在新加坡舉行的《in::music - at17 + PixelToy》。6月10日，參與《別了家駒15載……海闊天空音樂會》。10月10日，參與《恆生GREEN MUSIC原創「青」新音樂會》。12月4－6日，與潘迪華參與《Jazz Up for the Party》演唱會。12月13日及12月15日，參與《東亞華星演唱會》。
2009年2月8日，參與何韻詩的《快樂是免費的》音樂會。7月18日，參與《人山人海十年唱聚》音樂會。7月27-30日，參與《黃宗澤 x at17 唱好正版澳洲巡迴簽唱會》。
2010年6月16日，參與《【Happy Together】人山人海一一擁抱黃耀明演唱會》（北京）。7月4日，參與《人山人海一一擁抱黃耀明》台北演唱會。8月7－8日，參與《暗中作樂 Concert in the Dark》聲演會。12月5日，參與台北《Simple Life簡單生活節》，鄭秀文擔任嘉賓，在天空舞台演出。2010年，當 Just The Two of Us...Until We Meet Again Live 音樂會最後一場，at17 宣佈組合活動停止，兩位成員會作個人音樂發展，但她們在2012年（即at17成立十週年時）再以組合身份重開演唱會。
2011年4月10日，參與《黃韻玲春暖花開在香港演唱會2011》。
2017年，at17成立15週年，兩位成員復合並推出單曲《Girls Girls Girls》，又宣佈於同年12月22日至24日於伊利沙伯體育館舉行演唱會，兩人閉關練歌，務求尋回當時中學年代的感覺。
2018年8月5日，盧凱彤被發現於跑馬地成和道其寓所墮樓身亡，終年32歲。

## 派台歌曲成績
| 派台歌曲成績                                          | 派台歌曲成績            | 派台歌曲成績 | 派台歌曲成績 | 派台歌曲成績 | 派台歌曲成績 | 派台歌曲成績                                                  |
| ----------------------------------------------------- | ----------------------- | ------------ | ------------ | ------------ | ------------ | ------------------------------------------------------------- |
| 大碟                                                  | 歌曲                    | 903          | RTHK         | 997          | TVB          | 備註                                                          |
| 2002年                                                |                         |              |              |              |              |                                                               |
| Meow Meow Meow                                        | 始終一天                | 1            | -            | -            | -            | 首支冠軍歌                                                    |
| Meow Meow Meow                                        | 我愛班房                | 4            | -            | 20           | -            |                                                               |
| Meow Meow Meow                                        | The Best is Yet to Come | 12           |              | -            | -            |                                                               |
| Meow Meow Meow                                        | 你有自己一套            | 1            | -            | -            | -            |                                                               |
| 2003年                                                |                         |              |              |              |              |                                                               |
| Meow Meow Meow                                        | 他和她的事情            | 15           | -            | -            | -            |                                                               |
| Meow Meow Meow                                        | At Seventeen            | 7            | -            | -            | -            |                                                               |
| Kiss Kiss Kiss                                        | 成人禮                  | 7            | 8            | -            | -            |                                                               |
| Kiss Kiss Kiss                                        | 三分鐘後                | 5            | 7            | 4            | -            |                                                               |
| 2004年                                                |                         |              |              |              |              |                                                               |
| Kiss Kiss Kiss                                        | 女扮男生                | 1            | 3            | -            | -            |                                                               |
| Kiss Kiss Kiss                                        | Never Been Kissed       | 1            | 11           | -            | -            |                                                               |
| Kiss Kiss Kiss                                        | 你好嗎?                 | 17           | -            | -            | -            |                                                               |
|                                                       | 肥貓最強                | -            | -            | -            | -            | 與林一峰、周國賢、薛凱琪合唱                                  |
| Until We Meet Again                                   | 究竟天有幾高            | -            | -            | -            | -            | 翻唱林子祥作品                                                |
| The Good, Bad & Ugly: The Future Sound Of Tung Lo Wan | 漂亮                    | 14           | -            | -            | -            | 與PixelToy合唱                                                |
| 2005年                                                |                         |              |              |              |              |                                                               |
| 變變變                                                | 相見好                  | 20           | -            | -            | -            |                                                               |
| 變變變                                                | 變變變                  | 2            | -            | -            | 3            |                                                               |
| 變變變                                                | 衝衝衝                  | 12           | -            | -            | -            |                                                               |
| 變變變                                                | 青春                    | 3            | 18           | -            | -            |                                                               |
| 2006年                                                |                         |              |              |              |              |                                                               |
| 變變變                                                | 才女                    | 8            | -            | -            | -            |                                                               |
| 變變變                                                | 又美麗又可愛            | 18           | -            | -            | -            |                                                               |
| Sing Sing Sing                                        | 我們的序幕              | 7            | 10           | -            | 1            |                                                               |
| Sing Sing Sing                                        | Sing Sing Sing          | 12           | -            | -            | -            |                                                               |
| Sing Sing Sing                                        | 最難唱的情歌            | 12           | -            | -            | 7            | 翻唱葉蒨文作品                                                |
| 2007年                                                |                         |              |              |              |              |                                                               |
| Threesome + at17                                      | 同聲同氣                | 3            | -            | -            | 3            |                                                               |
| Threesome + at17                                      | 最好的時光              | 16           | -            | 5            | -            |                                                               |
| Over The Rainbow                                      | 冇腳雀仔                | 8            | -            | -            | -            | 與Eric Kwok合唱                                               |
| 2008年                                                |                         |              |              |              |              |                                                               |
| Over The Rainbow                                      | 那天約你上太空          | 11           |              | 10           | -            |                                                               |
| Over The Rainbow                                      | 馬雅民歌                | 1            | 7            | 3            | -            |                                                               |
| Over The Rainbow                                      | Over The Rainbow        | 16           | 5            | 2            | 1            |                                                               |
| Over The Rainbow Vol.2                                | 依然．親愛的            | 2            | 3            | 4            | 2            | featuring 林嘉欣                                              |
| Over The Rainbow Vol.2                                | 101727                  | 11           | -            | -            | -            |                                                               |
| 2009年                                                |                         |              |              |              |              |                                                               |
| Over The Rainbow Vol.3                                | 快樂很我們              | 2            | 12           | 3            | -            |                                                               |
| Over The Rainbow Vol.3                                | 火奴魯魯                | 2            | 3            | -            | -            |                                                               |
| Over The Rainbow Vol.3                                | I Don't Love You Anyway | -            | -            | -            | -            |                                                               |
| Over The Rainbow Vol.4                                | 窮得只有愛              | 1            | 14           | -            | -            |                                                               |
| Over The Rainbow Vol.4                                | 安樂                    | 16           | -            | -            | -            |                                                               |
| 2017年                                                |                         |              |              |              |              |                                                               |
| Everybody Sings                                       | Girls Girls Girls       | 1            | 3            | -            | -            | hmv PLAY 本週新歌排行榜：1                                    |
| Everybody Sings                                       | 18                      | 2            | 9            | -            | -            | 加拿大至 HIT 中文歌曲排行榜：9 澳門電台 「華語歌曲排行榜」：4 |

| 各台冠軍歌總數 | 各台冠軍歌總數 | 各台冠軍歌總數 | 各台冠軍歌總數 | 各台冠軍歌總數    |
| -------------- | -------------- | -------------- | -------------- | ----------------- |
| 903            | RTHK           | 997            | TVB            | 備註              |
| 7              | 0              | 0              | 2              | 四台冠軍歌總數：0 |

## 唱片
| 錄音室專輯 - Meow Meow Meow（2002年12月19日） - Kiss Kiss Kiss（2003年12月23日） - 變變變（2005年11月28日） 迷你專輯 - Sing Sing Sing（2006年9月30日） - Over the Rainbow（2008年7月16日） - Over the Rainbow Vol. 2（2008年10月27日） - Over the Rainbow Vol. 3（2009年4月21日） - Over the Rainbow Vol. 4（2009年9月15日） | 精選專輯 - Threesome + at17（2007年3月20日） - Everybody Sings（2017年12月22日） 現場錄音專輯 - 加州紅903十一團火演唱會—雁石分天（2004年9月10日） - Twins x at17 拉闊音樂會（與Twins合輯；2005年9月23日） - Sing Sing Sing Live in Concert 2006（2006年12月8日） - Just the Two of Us...Until We Meet Again Live（2010年7月2日） |

## 創作
at17兩位成員從第一張專輯《Meow Meow Meow》已經開始各自創作歌曲和寫詞，可參考林二汶及盧凱彤的作品。到了第三張專輯《變變變》的「青春」才開始嘗試一起創作。
- 青春—at17 《變變變》（2005）作曲：at17
- Sing Sing Sing—at17 《Sing Sing Sing EP》（2006）作曲：at17
- 知己知彼—at17 《Sing Sing Sing EP》（2006）作曲：at17
- 戰後餘生—梁漢文《The Story of June》（2006）作曲：梁漢文+at17
- 同聲同氣—at17 《Threesome + at17 新曲+精選》（2007）作曲：at17
- 前程錦繡－許志安《東亞萬歲》（2007）監製：at17
- 前程錦繡（十七的天空）－許志安Featuring at17《空前絕後》（2007）監製：at17
- 鐵甲人－麥浚龍《Words Of Silence》（2008）編曲：at17
- 林民龍（at17 Mix）－麥浚龍《林民龍》（2008）編曲：at17
- 馬雅民歌－at17 《Over The Rainbow》（2008）作曲：at17
- 依然·親愛的－at17 Featuring林嘉欣 《Over The Rainbow VOL.2》（2008）作曲：at17
- 少年遊－at17 《Over The Rainbow VOL.3》（2009）監製：at17
- 快樂很我們－at17 《Over The Rainbow VOL.3》（2009）監製：李端嫻@人山人海+at17
- 我們很快樂（國）－at17 《Over The Rainbow VOL.3》（2009）監製：李端嫻@人山人海+at17
- I Don't Love You Anyway（國）－at17 《Over The Rainbow VOL.3》（2009）編曲：at17 　監製：at17

## 其他作品
- 《我有冇問題？》﹣ 中文散文集，2005年出版。 ISBN 988-98445-7-5
- 《I learned the chords at seventeen》- 吉他譜，2005年出版。ISBN 988-97905-7-2
- 《肥妹與脂脂肪肪》- 圖文／自傳，林二汶　著，2008年出版。（繁體中文，精裝版）ISBN 978-988-17377-1-7 /（繁體中文，特別肥版）ISBN 978-988-17377-4-8 /（簡體中文版）ISBN 978-7-80225-619-4

## 演唱會
| 名稱                                           | 日期                    | 場數 | 場地                 | 相關專輯                                                                     |
| Meow Meow Meow 巡迴音樂會                      | 2003年1月17日           | 3    | 牛棚書院             | 《Meow Meow Meow》                                                           |
| Meow Meow Meow 巡迴音樂會                      | 2003年1月17日           | 3    | Kubrick書店          | 《Meow Meow Meow》                                                           |
| Meow Meow Meow 巡迴音樂會                      | 2003年2月8日            | 3    | 藝穗會               | 《Meow Meow Meow》                                                           |
| 變變變演唱會                                   | 2005年11月29日至12月4日 | 7    | 香港藝術中心壽臣劇院 | 《變變變》                                                                   |
| Sing Sing Sing 演唱會                          | 2006年9月30日           | 1    | 亞洲國際博覽館       | 《Sing Sing Sing》                                                           |
| Just the Two of Us Live                        | 2007年1月3日至5日       | 3    | 香港藝術中心壽臣劇院 | 不適用                                                                       |
| Threesome + at17 Live                          | 2007年3月14日至16日     | 3    | 香港浸會大學大學會堂 | 《Threesome + at17》                                                         |
| at17@3G門戶上海唱遊                            | 2007年12月21日          | 1    | 上海東方藝術中心     | 不適用                                                                       |
| Still the Two of Us Live                       | 2008年12月27日至28日    | 3    | 香港藝術中心壽臣劇院 | 不適用                                                                       |
| Colors Live                                    | 2009年4月24日至25日     | 2    | 伊利沙伯體育館       | 《Over the Rainbow》 《Over the Rainbow Vol. 2》 《Over the Rainbow Vol. 3》 |
| Just the Two of Us... Until We Meet Again Live | 2010年2月1日至5日       | 5    | 香港藝術中心壽臣劇院 | 不適用                                                                       |
| Just the Two of Us Tour                        | 2010年6月14日           | 4    | 北京星光現場         | 不適用                                                                       |
| Just the Two of Us Tour                        | 2010年8月20日           | 4    | 廣州TU凸藝術空間     | 不適用                                                                       |
| Just the Two of Us Tour                        | 2010年8月22日           | 4    | 上海Mao Livehouse    | 不適用                                                                       |
| Just the Two of Us Tour                        | 2010年11月12日          | 4    | 台北河岸留言         | 不適用                                                                       |
| Girls Girls Girls演唱會                        | 2017年12月22日至24日    | 3    | 伊利沙伯體育館       | 《Everybody Sings》                                                          |

## 獎項
2002年度
- 叱咤樂壇流行榜頒獎典禮 - 叱咤樂壇生力軍組合銀獎
- 叱咤樂壇流行榜頒獎典禮 - 叱咤樂壇組合銀獎

2003年度
- 叱咤樂壇流行榜頒獎典禮 - 叱咤樂壇組合銅獎
- IFPI 香港唱片銷量大獎2003 最暢銷本地新人組合
- 第二十六屆十大中文金曲 最有前途新人獎組合銅獎

2004年度
- CASH金帆音樂獎 最佳組合或樂隊演繹獎　演繹作品：“女扮男生”
- 叱咤樂壇流行榜頒獎典禮 - 叱咤樂壇組合銀獎

2005年度
- 第一屆青藝節"青少年藝術家年賞2005" 十位得獎者之一
- 叱咤樂壇流行榜頒獎典禮 - 叱咤樂壇我最喜愛的組合

2006年度
- 勁歌金曲優秀選第三回 歌曲獎：「我們的序幕」
- 十大勁歌金曲 最受歡迎組合銀獎
- Sina Music樂壇民意指數頒獎典禮2006 我最喜愛組合
- 「加拿大至Hit中文歌曲排行榜06年度全國樂迷投票」全國推崇組合（粵語）
- HKPCA 音樂大賞 My No.1 Group 我的第一組合 （页面存档备份，存于）

2007年度
- 勁歌金曲優秀選第一回 歌曲獎：「同聲同氣」
- 第七屆華語音樂傳媒大賞 粵語新勢力

2008年度
- 新城勁爆組合　演繹作品：“Over The Rainbow”
- 叱咤樂壇流行榜頒獎典禮 - 叱咤樂壇組合銀獎
- SINA Music樂壇民意指數頒獎禮2008——SINA MUSIC 最高收聽率二十大歌曲——Over The Rainbow
- SINA Music樂壇民意指數頒獎禮2008——SINA MUSIC LIVE 現場演繹大獎——at17 《Over the Rainbow》音樂會
- 華語音樂聯盟年度最佳樂隊/組合獎：at17《Over The Rainbow Vol 1 & 2》[永久]

2009年度
- 叱咤樂壇流行榜頒獎典禮 - 叱咤樂壇組合銅獎

2017年度
- 叱咤樂壇流行榜頒獎典禮 - 專業推介叱咤十大 第八位《Girls Girls Girls》

## 演唱會嘉賓
- 別了家駒十五載 海闊天空音樂會 2008
- 衛蘭Oh My Janice World Tour 2018演唱會
- Shine Moments Live 2018

## 參與廣播劇
- 《最好的時光》　飾　at17